# Bonneville-sur-Touques
Bonneville-sur-Touques é uma comuna francesa na região administrativa da Normandia, no departamento Calvados. Estende-se por uma área de 6,68 km². Em 2010 a comuna tinha 350 habitantes (densidade: 52,4 hab./km²).